# Joseph Roman
Joseph Roman (* 23. Mai 1923 in Philadelphia, Pennsylvania; † 6. Februar 2018) war ein US-amerikanischer Schauspieler.
Als Schauspieler wurde Roman vor allem durch seine regelmäßige Nebenrolle als Sergeant Brill in der Krimiserie Quincy bekannt. Außerdem wirkte er als Gastdarsteller an Serien wie Columbo mit, zudem hatte er kleinere Rollen in Kinofilmen wie Ein Mann räumt auf und Bugsy. Daneben spielte er auch, unter anderem zweimal am Broadway, Theater. Roman starb im Februar 2018 im Alter von 94 Jahren.

## Filmografie (Auswahl)
- 1952–1954: Westinghouse Studio One (Fernsehserie, 3 Folgen)
- 1976: Helter Skelter – Die Nacht der langen Messer (Helter Skelter, Miniserie, Folge 1x02)
- 1976: Columbo: Der alte Mann und der Tod (Last Salute to the Commodore, Fernsehreihe)
- 1976: Der Tag der Abrechnung (St. Ives)
- 1976–1983: Quincy (Fernsehserie, 140 Folgen)
- 1977: Der weiße Büffel (The White Buffalo)
- 1977: Juanitos großer Freund (Run for the Roses)
- 1979: Ein Mann räumt auf (Love and Bullets)
- 1986: Murphys Gesetz (Murphy’s Law)
- 1986: Du schon wieder (You Again?, Fernsehserie, 3 Folgen)
- 1991: Bugsy